# Вила-Сека (Армамар)
Вила-Сека (порт. Vila Seca) — населённый пункт и район в Португалии, входит в округ Визеу. Является составной частью муниципалитета Армамар. По старому административному делению входил в провинцию Траз-уж-Монтиш и Алту-Дору. Входит в экономико-статистический субрегион Доуру, который входит в Северный регион. Население составляет 483 человека на 2001 год. Занимает площадь 11,49 км².
Покровителем района считается Святой Дух (порт. Espírito Santo).